# حصار عسكري

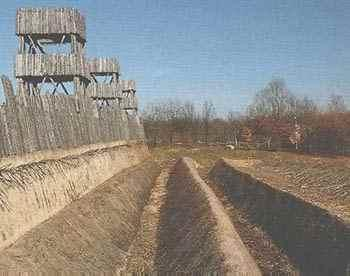

الحصار العسكري تكتيك عسكري يكون بالحصار المسلح للعدو وإغلاق المداخل والمخارج. يستغرق لهزيمة العدو وقتا مليا ولكنه يحقق نصرا حاسما. والهدف حصر العدو في منطقة بمنع دخول جميع أنواع المواد الغذائية لإنهاكه ثم الاستيلاء على المنطقة.
وتسمى أيضًا الالتفاف والحصار الاستراتيجي، وهي الحركة العامة حول الأجنحة لتحقيق التطويق الخارجي العام لموقع الخصم. وتقوم بهذا الالتفاف أو الحصار تشكيلات القتال السريعة ومن ثم السيطرة على جميع النقاط القوية على مجمل الطوق المضروب حول كالعاديت /دو، وكذلك قطع طرق مواصلات العدو مع الخارج.